# 1254
Évszázadok: 12. század – 13. század – 14. század
Évtizedek: 1200-as évek – 1210-es évek – 1220-as évek – 1230-as évek – 1240-es évek – 1250-es évek – 1260-as évek – 1270-es évek – 1280-as évek – 1290-es évek – 1300-as évek
Évek: 1249 – 1250 – 1251 – 1252 –  1253 – 1254 – 1255 – 1256 – 1257 – 1258 – 1259

## Események

### Határozott dátumú események
- február 25. – IV. Ince pápa megerősíti Benedeket az esztergomi érseki tisztségében.[1]
- április 24. – IX. Lajos francia király hazaindul keresztes hadaival[2] Türoszból.
- május 1. – Békekötés Pozsonyban IV. Béla magyar király és II. Ottokár cseh király között. (A béke értelmében Stájerország Béla kezén marad. IV. Béla visszafoglalja Zárát a Velencei Köztársaságtól. Dinasztikus politikája a tatár veszély elhárítására irányul: fia István a kun vezér lányát Erzsébetet veszi nőül.)[3]
- május 21. – IV. Konrád német király halála, utóda a most már elismert II. Vilmos holland gróf, aki 1256-ig uralkodik.
- május 21. – Konradin szicíliai király trónra lépése (1258-ig uralkodik).
- július 8. – II. Tibold navarrai király (I. Tibold fia) trónra lépése. (1270-ig uralkodik.)
- november 3. – II. Theodórosz nikaiai császár  trónra lépése. (1258-ig uralkodik.)
- december 2. – Manfréd szicíliai király Foggiánál legyőzi a pápai sereget.
- december 12. – Hivatalba lép IV. Sándor pápa.[4]

### Határozatlan dátumú események
- IV. Ince pápa kiközösíti IV. Konrádot és Habsburg Rudolfot.
- A zsidók kitiltása Franciaországból.
- III. Alfonz portugál király összehívja a Cortest, a nemesség, a középosztály és a városok képviselőiből Leiriába.
- Koppenhága városi jogokat kap.
- A velencei Szent Márk bazilika lovai, melyek egykor Traianus császár diadalívét díszítették, mai helyükre kerülnek.
- Malmö városának alapítása.
- Az utrechti katedrális építésének kezdete.
- A salamancai egyetem alapítása.[5]

## Születések
- szeptember 15. – Marco Polo velencei kereskedő és utazó († 1324)
- II. Károly nápolyi király († 1309)

## Halálozások
- május 21. – IV. Konrád német király (* 1228)
- július 8. – I. Theobald navarrai király (* 1201)
- november 3. – III. Ióannész nikaiai császár (* 1193)
- december 7. – IV. Ince pápa (* 1195 körül)[4]